# Allsvenskan de 2010
A Primeira Divisão do Campeonato Sueco de Futebol da temporada 2010, denominada oficialmente de Allsvenskan 2010, foi a 86º edição da principal divisão do futebol sueco.

O campeão foi o Malmö FF que conquistou seu 16º título nacional e se classificou para a Liga dos Campeões da UEFA de 2011-12.
Os despromovidos para a Superettan foram IF Brommapojkarna e Åtvidabergs FF.

## Participantes
| Clube             | Estádio              | Capacidade | Técnico                   |
| ----------------- | -------------------- | ---------- | ------------------------- |
| AIK               | Råsunda Stadion      | 36.608     | Alex Miller               |
| IF Brommapojkarna | Grimsta IP           | 4.500      | Kim Bergstrand            |
| Djurgårdens IF    | Estádio de Estocolmo | 14.500     | Lennart Wass Carlos Banda |
| IF Elfsborg       | Arena de Borås       | 17.800     | Magnus Haglund            |
| GAIS              | Gamla Ullevi         | 18.800     | Alexander Axén            |
| Gefle IF          | Strömvallen          | 7.300      | Per Olsson                |
| Halmstads BK      | Örjans Vall          | 15.500     | Lars Jacobsson            |
| Helsingborgs IF   | Olympia (estádio)    | 16.673     | Conny Karlsson            |
| BK Häcken         | Rambergsvallen       | 7.000      | Peter Gerhardsson         |
| IFK Göteborg      | Gamla Ullevi         | 18.800     | Stefan Rehn Jonas Olsson  |
| Kalmar FF         | Fredriksskans        | 9.000      | Nanne Bergstrand          |
| Malmö FF          | Estádio Swedbank     | 24.000     | Roland Nilsson            |
| Mjällby AIF       | Strandvallen         | 7.500      | Peter Swärdh              |
| Trelleborgs FF    | Vångavallen          | 10.000     | Tom Prahl                 |
| Åtvidabergs FF    | Kopparvallen         | 8.000      | Andreas Thomsson          |
| Örebro SK         | Behrn Arena          | 14.500     | Sixten Boström            |

## Campeão
| Allsvenskan 2010              |
| Sweden                        |
| ----------------------------- |
| Malmö FF Campeão (16º título) |

## Artilheiros[2]
20 golos
- Alexander Gerndt (Helsingborgs IF)

19 golos
- Denni Avdić (IF Elfsborg)

12 golos
- Mathias Ranégie (BK Häcken)

11 golos
- Agon Mehmeti (Malmö FF)

10 golos
- Ricardo Santos (Kalmar FF)
- Moestafa El Kabir (Mjällby AIF)
- Tobias Hysén (IFK Göteborg)
- Daniel Larsson (Malmö FF)